# Karden- und Heimatmuseum Katsdorf

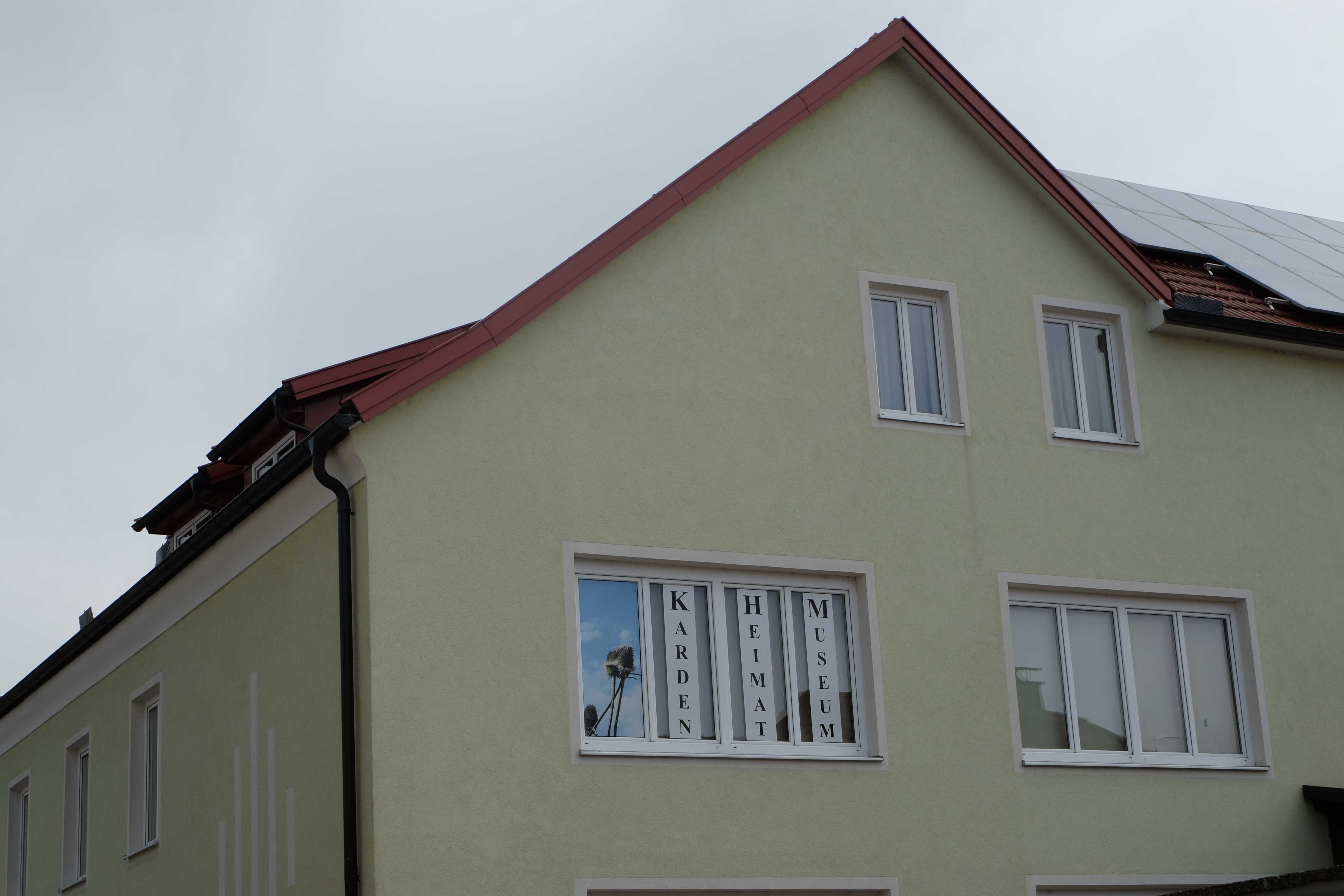
Das alte Schulhaus mit dem Museum

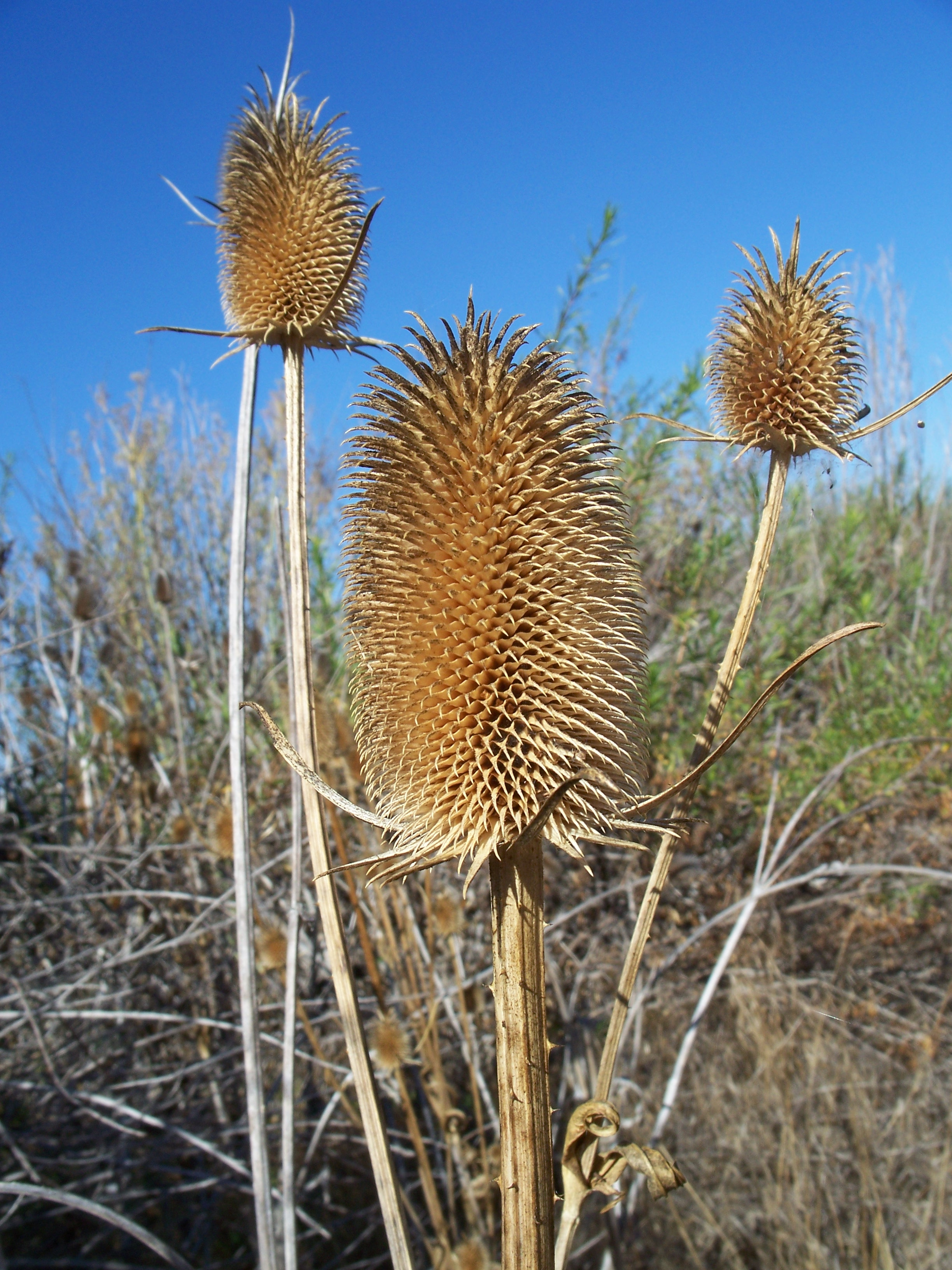
Weber-Karde (Dipsacus sativus)

Das Karden- und Heimatmuseum Katsdorf befindet sich im alten Schulhaus am Kirchenplatz in Katsdorf im Bezirk Perg in Oberösterreich. Das Museum wurde 1988 vom Heimatverein Katsdorf gegründet und beschäftigt sich mit der Lokalgeschichte und dem Wirtschaftsleben des Ortes. Ein besonderes Augenmerk liegt hierbei auf dem Anbau und der Verarbeitung der Weber-Karde.
Das Museum ist von April bis Oktober am monatsersten Sonntag nachmittags und nach Vereinbarung geöffnet (Stand Dezember 2019).

## Ausstellungen
In fünf Schauräumen werden den Besuchern zu folgenden Themen Ausstellungsstücke präsentiert: Urgeschichtliche Funde aus dem Raum Katsdorf / Die Weberkarde / Flachsanbau / Bäuerliche Geräte und Werkzeuge / Das ländliche Handwerk / Relikte aus dem Ersten und Zweiten Weltkrieg / Schulklasse.

## Trägerverein
Träger des Museums ist der am 18. Juni 1986 gegründete Heimatverein Katsdorf und Umgebung. Der Verein zählt etwa dreihundert Mitglieder und informiert mit zwei bis drei Rundschreiben pro Jahr über seine Tätigkeit. Der Verein veranstaltet Keramikmalkurse, führt Geschichtswanderungen im Raum Katsdorf durch, gestaltet Heimatabende und Sonderausstellungen u. a. m.
Aus dem Verein ist 1999 eine Volkstanzgruppe hervorgegangen. Im Jahr 2000 wurde beim ehemaligen KZ Lager Gusen III ein Gedenkstein aufgestellt. 2002 beschaffte der Verein eine Glocke für die Ägidikirche.
Obmänner des Vereins:
- Franz Hölzl (1986 bis 1995)
- Leo Reichl (1995 bis 2010)
- Fritz Preinfalk (seit 2010) (Stand August 2023)

## Publikationen
Im Eigenverlag gibt der Heimatverein Katsdorf und Umgebung die  heimatkundliche Schriftenreihe Katsdorfer Heimatblätter zur Geschichte des Raumes Katsdorf heraus:
- Helmut Schelmbauer: Die Geschichte des ehemaligen Herrschaftssitzes Breitenbruck, Gemeinde Katsdorf von 1230 bis 1995. September 1998 – September 1999 (= Katsdorfer Heimatblätter. Heft 1). Eigenverlag des Heimatvereins Katsdorf und Umgebung. Katsdorf 2001.
- Hubert Schelmbauer: Die Geschichte der alten Häuser aus den Ortschaften Breitenbruck, Bodendorf und Reitling von 1600 bis 2000, die zur ehemaligen Herrschaft Breitenbruck in Beziehung standen. Sept 1999 – Apr 2002. Heft 2, 2002.
- Leo Reichl: Zeitgeschichtlicher Bericht über das KZ-Lager Lungitz (genannt Gusen III). Aufbau und Abbruch der KZ-Großbäckereianlage 1943 bis 1957. Nov 1996 – März 1997. Heft 3, 2004.
- Leo Reichl: Zeitgeschichtlicher Bericht über die Probesprengungen in Niederthal (Rund um das Toanaholz) im Jahr 1944. Dez 1996 – Mär 1997. Heft 4, 2003.
- Leo Reichl: Die KZ-Grabanlage auf dem Friedhof in Katsdorf aus dem Jahre 1945. Aug – Okt 2000. Heft 5, 2000.
- Leo Reichl: Die Geschichte des Heimatvereines 1986 – 2001. Ein Bericht zum 15-jährigen Bestandsjubiläum des Heimatvereines Katsdorf. Jän – Mär 2001. Heft 6, 2001.
- Leo Reichl: Erinnerungen an Ereignisse und Luftangriffe im Zweiten Weltkrieg und die Befreiung der KZ-Lager Gusen und Mauthausen und an Nachkriegsereignisse im Jahre 1945. Mär 2001 – Jun 2003. Heft 7, 2003.
- Leo Reichl: Die Geschichte des Ziegelwerkes Hammer in Lungitz (Gemeinde Katsdorf) von 1913 – 1988. Zeitgeschichtlicher Bericht. Okt 1998 – Apr 1999. Heft 8, 2004.
- Leo Reichl: Die Geschichte des Dorfes Lungitz in der Gemeinde Katsdorf. Von der Steinzeit bis zur Neuzeit. Okt 2004. Heft 9, 2004.
- (Leo Reichl): Die Geschichte des Grasserbauerngutes und 75 Jahre Weidegenossenschaft Bodendorf von 1930 – 2005. Festschrift. Heft 10, 2005.
- Leo Reichl: Die Karde, der Kardenanbau, die Karden-Genossenschaft (in Oberösterreich). Nov 2005 – Aug 2006. Heft 11, 2006.
- Fritz Preinfalk: Pferde in Katsdorf. Vom Arbeitstier zum Partner für Freizeit und Sport. Heft 12, 2010 (Bilder: Anno 1116).
- Hubert Wöckinger (Altbürgermeister, Jahrgang 1936): Schule unterm Hitlerbild. Erinnerungen an meine Schulzeit in den Kriegs- und Nachkriegsjahren. Heft 13, 2012.
- Hubert Schelmbauer: Häuser in Katsdorf – Teil 1. Die Chronik der ersten 26 Häuser im Ort Katsdorf, die vor 1800 erbaut wurden, deren Besitzer und die Pfarrkirche. Heft 14, 2012.
- Hubert Schelmbauer: Häuser in Katsdorf – Teil 2. Die Chronik der Häuser im Ort Katsdorf, die nach 1800 und vor 1960 erbaut wurden. Heft 15, 2013.
- Leopold Reichl: Mühlviertler KZler-Jagd im Februar 1945. Heft 16, 2013 (Bild: KZ-Gedenkstein in Ried/Riedmark).
- Hubert Schelmbauer: Katsdorf und Umgebung zur Zeit des Ersten Weltkriegs. 1914 – 2014, 100 Jahre seit Kriegsbeginn. Heft 17, 2014.
- Hubert Schelmbauer: Bodendorf – Herrschaft, Schloss, Mayrhof und Ort. Zusammenstellung über die abgekommene Herrschaft Bodendorf, deren Entstehung, über die Besitzer, deren Handwerkerhäuser und den Mayrhof. Heft (Folge) 18, 2017.
- Hubert Schelmbauer: Ruhstetten – Häuser der Ortschaft Ruhstetten und ihre Besitzer. Heft 19, 2019.
- Hubert Schelmbauer: Bodendorf II – Teil 2 der Ortschaft Bodendorf über die Häuser von Nr. 18 bis 45. Heft 20, 2019.

Von Kardenmuseum Katsdorf wurden 2014 auf youtube.com eine Reihe kurzer Videos im Kontext zu Karden veröffentlicht.